# 芒康小檗
芒康小檗（学名：Berberis reticulinervis），为小檗科小檗属下的一个植物种。